# Clayton (Oklahoma)
Clayton is een plaats (town) in de Amerikaanse staat Oklahoma, en valt bestuurlijk gezien onder Pushmataha County.

## Demografie
Bij de volkstelling in 2000 werd het aantal inwoners vastgesteld op 719. In 2006 is het aantal inwoners door het United States Census Bureau geschat op 722, een stijging van 3 (0,4%).

## Geografie
Volgens het United States Census Bureau beslaat de plaats een oppervlakte van 4,4 km², geheel bestaande uit land. Clayton ligt op ongeveer 185 m boven zeeniveau.

## Plaatsen in de nabije omgeving
De onderstaande figuur toont nabijgelegen plaatsen in een straal van 36 km rond Clayton.